# Sengcan
Troisième patriarche du Chan
Huike Daoxin
Sengcan, Seng-ts'an (僧燦) ou Jianzhi Sengcan (鑑智僧璨), japonais [Kanchi] Sosan (? ~ 606?) est considéré comme le troisième patriarche chinois de l'école bouddhiste Chan et le trentième depuis Bouddha. Le Sin sin ming (Xinxinming 信心銘) « Inscription sur la Foi en l'Esprit », texte essentiel du Chan sur le non-dualisme fondamental, lui serait attribué, ce qui est contesté par certains érudits. Jianzhi « miroir de sagesse » est un titre décerné par l’empereur Tang Xuanzong.

## Biographie
Ce troisième patriarche demeure assez mystérieux, à cause du contexte politique trouble de l'époque qui prend fin en 589, avec l'avènement de la dynastie des Sui. Le premier texte le mentionnant est le Nouveau Recueil de biographies de moines éminents (續高僧傳 Xu gaoseng zhuan, 645) de Daoxuan (道宣), qui cite son nom juste derrière celui du deuxième patriarche Huike (Houei-k'o), en tête de la liste de ses disciples. Certains soupçonnent que c’est seulement parce que son nom suivait celui de Huike qu’il fut inscrit comme deuxième patriarche dans le Récit de la transmission du joyau du dharma (傳法寶紀 Chuan fabao ji, ~710) où est établie pour la première fois une liste officielle des patriarches Chan.
Le peu que l’on sait de lui provient de La Transmission de la lampe (傳燈錄Chuandenglu, 1004) de Daoyuan (道元), dont le contenu est généralement considéré comme peu fiable historiquement.
Selon cette source, Sengcan serait venu trouver Huike alors qu’il souffrait de la lèpre et aurait dit au maître : « Mon corps souffre d'une maladie mortelle. Maître, veuillez me purifier de mes fautes ». Ce dernier répondit : « Apporte-les moi, je t'en purifierai ». Sengcan garda le silence un moment, et répondit : « J'ai eu beau les chercher, je ne les ai pas trouvées ». Ce à quoi le patriarche répondit « C'est que je t'en ai déjà débarrassé ». Le maître lui aurait donné le nom par lequel il est connu.
Cette rencontre aurait eu lieu selon Dumoulin vers 536, alors qu’il avait déjà la quarantaine, mais d’autres sources laissent entendre que Huike, réputé avoir vécu dans le Henan et le Hebei l’essentiel de sa vie, aurait rencontré Sengcan dans le Sud alors qu’il y cherchait refuge contre la persécution du bouddhisme ordonnée en 574 par Wudi, souverain des Zhou du Nord. Sengcan aurait fui à son tour et se serait caché une dizaine d’années dans les montagnes de l’Anhui, en particulier les monts Wangong (皖公山) à l’ouest du comté de Qianshan (潛山縣) et Sikong (司空山), dont l’emplacement reste un mystère.
Sengcan aurait rencontré son successeur, Daoxin, en 592. Peu après l'an 600, il se rendit au mont Luofu (Lo fu) dans la province de Guangdong, mais serait revenu mourir sous un arbre du mont Wangong devant une assemblée de moines.

### Sources
- Notices d'autorité :   - VIAF
  - ISNI
  - BnF (données)
  - IdRef
  - LCCN
  - GND
  - Espagne
  - Pays-Bas
  - Catalogne
  - Tchéquie
  - WorldCat
- Jacques Brosse, Les maîtres zen, Albin Michel,  (ISBN 2-226-12228-1).
- (en) Biographies de Sengcan - Sin sin ming
- Bernard Faure, Le bouddhisme Chan en mal d'histoire: genèse d'une tradition religieuse dans la Chine des T'ang, Paris: École Française d'Extrême-Orient, 1989.
- Bernard Faure, La Volonté d'orthodoxie dans le bouddhisme chinois, Paris: Éditions du CNRS, 1988,  (ISBN 2-222-04119-8).